# Lakako Erreka
Der Lakako Erreka ist ein Fluss in Frankreich, der im Département Pyrénées-Atlantiques in der Region Nouvelle-Aquitaine verläuft. Er entspringt am westlichen Abhang des Berges Pagaburu (546 m), im Gemeindegebiet von Ainhice-Mongelos, entwässert in einem Bogen von Nordwest nach Südwest durch das Französische Baskenland und mündet nach rund 20 Kilometern im Gemeindegebiet von Ossès als rechter Nebenfluss in die Nive.

## Orte am Fluss
(Reihenfolge in Fließrichtung)
- Azeria, Gemeinde Ainhice-Mongelos
- Suhescun
- Irissarry
- Ossès
- Gahardon, Gemeinde Ossès